# Paralimnophila (Paralimnophila) setulicornis
Paralimnophila (Paralimnophila) setulicornis is een tweevleugelige uit de familie steltmuggen (Limoniidae). De soort komt voor in het Australaziatisch gebied.